# Emprunt national français
Plusieurs emprunts nationaux sont émis au cours de l'histoire économique de la France moderne. Ces emprunts nationaux ont lieu en temps de guerre lorsque les finances publiques sont mises à mal, ainsi qu'en temps de paix lorsqu'il faut lancer certains projets et que la dette publique reste élevée. Si l'État manque de trésorerie et que les impôts ne suffisent plus, un emprunt devient parfois nécessaire.
Pour inciter la population à souscrire massivement à ces emprunts, les gouvernements ont fait œuvre de propagande, notamment à travers des affiches qui font appel à la fibre nationaliste.

## Emprunts nationaux

### L'opération du visa (1715-1726)
Sur 3 à 4 milliards de titres en circulation (dont les « billets de monnoye ») en France émis depuis 1702 par la Caisse des emprunts, il n'en viendra au visa de contrôle que 2,2 milliards sur lesquels l'État ne reconnaîtra que 1,7 milliard, ce qui revenait donc à diviser par deux la dette laissée à sa mort par Louis XIV.

### Emprunt du 9 août 1789
Un emprunt national de trente millions de livres est décrété par l’Assemblée constituante de 1789. Le roi Louis XVI en confie la gestion à l’administrateur du trésor royal, Joseph Duruey, qui reçoit la somme comptant. Ce dernier est condamné à mort pour conspiration, le 28 ventôse an II (18 mars 1794), par le tribunal révolutionnaire de Paris.

### Emprunt révolutionnaire de l'An II (1793)
Le 20 mai 1793, la Convention nationale vote un emprunt forcé et volontaire sur les personnes répertoriées comme ayant de hauts revenus (supérieurs à un millier de livres par an) afin de récolter un milliard de livres, et ce, dans le but de financer la guerre. Dans la pratique, il devient confiscatoire au delà des revenus imposables dépassant 9 000 £ (le surplus est prélevé par l'État). Le 31 janvier 1794, cet emprunt a déjà produit 640 000 £ pour la seule circonscription fiscale de Grenoble. Le lancement de cet l'emprunt est accompagné d'un appel au don patriotique, tandis que de nombreux commissaires vérificateurs et contrôleurs patrouillent le pays.

### Emprunt forcé du 19 frimaire de l'An IV (10 décembre 1795)
L'emprunt du 19 frimaire de l'an IV est le troisième grand emprunt révolutionnaire. Il est établi par la loi du 19 frimaire de l’an IV et est un emprunt forcé. Son montant est fixé à 60 millions de francs. Il est payable en assignats, ce qui permet à l’État de sortir de l'économie ces actifs qui perdaient en valeur.
Seul le tiers consolidé des trois précédents emprunts ci-dessus est garanti en 1797, ce qui constitue le plus important défaut de paiement national.

### Grands emprunts de libération de 1818
Au moment où la France est encore occupée, au début de la Restauration, le gouvernement décide, pour renforcer son crédit à long terme, et à la veille de lancer de grands emprunts de libération du territoire, de fonder en 1816 la Caisse des dépôts et consignations, qui doit employer en titres de la dette publique les divers fonds déposés obligatoirement entre ses mains. Le montant total des dépenses au budget de l'État est alors de 1,088 milliard de francs pour 774 millions de recettes attendues. En 1818, une série de grands emprunts sont lancés à hauteur de 56 millions en rentes, dont 40 millions devaient être « remis » aux puissances étrangères, et 16 millions, destinés au budget de l'État.
Lancés par Armand-Emmanuel du Plessis de Richelieu, cette série d'emprunts est la première à être introduite sur le marché boursier. Il en existe six entre 1817 et 1823.

### Emprunts pour payer la dette de guerre (1870-1871)
La France doit s'acquitter de 5 milliards de francs-or, comme indemnité de guerre, à verser à l'Allemagne avant fin 1873, en plus de l'annexion de l'Alsace-Moselle. Elle fait appel au marché deux fois, le 20 juin 1871, sur le plan national, puis le 15 juillet 1872, qui s'ouvre à l'international. La dette est payée dans les temps, conformément au traité de Francfort : les troupes allemandes quittent alors le territoire.

### Emprunts de la Première Guerre mondiale (1915-1920)
Quatre emprunts nationaux, en novembre 1915, octobre 1916, novembre 1917 et octobre 1918, sont émis durant la Première Guerre mondiale pour financer une guerre qui dure plus longtemps que prévu. L'emprunt national émis fin 1918, celui dit de la « libération », pour une mobilisation financière et des esprits, permet de récolter 55 milliards de francs par le biais de multiples affiches de propagandes.
Il ne faut pas confondre ces 4 emprunts avec les bons de la Défense nationale.
Un 5e emprunt, celui de la « Victoire des Alliés », est lancé en 1919 mais c'est le 6e, l'emprunt national de 1920, qui est considéré comme le plus massif, il vise la reconstruction du pays et le paiement des intérêts de la dette française.

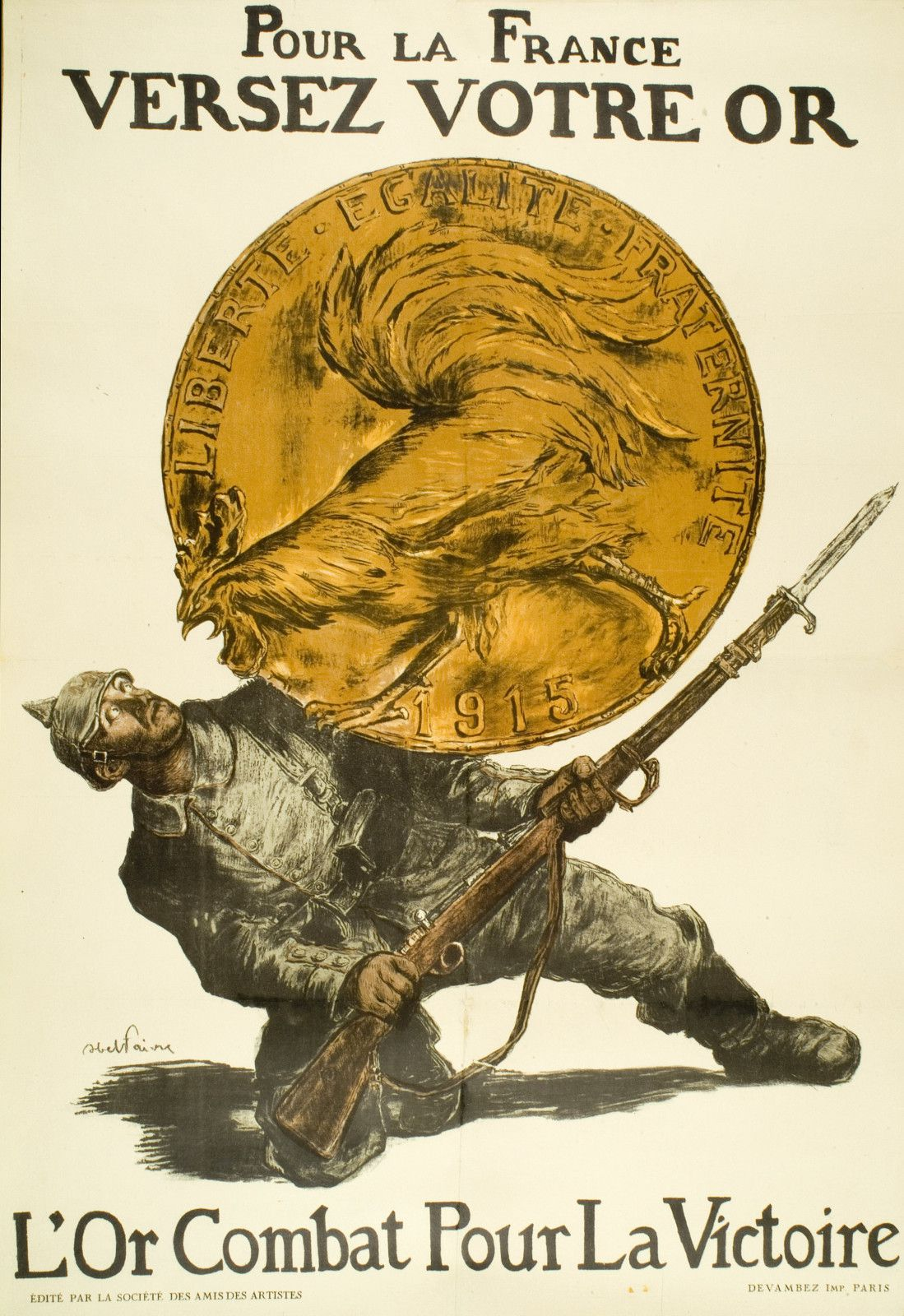
Affiche d'Abel Faivre (1915) - 1er emprunt national.
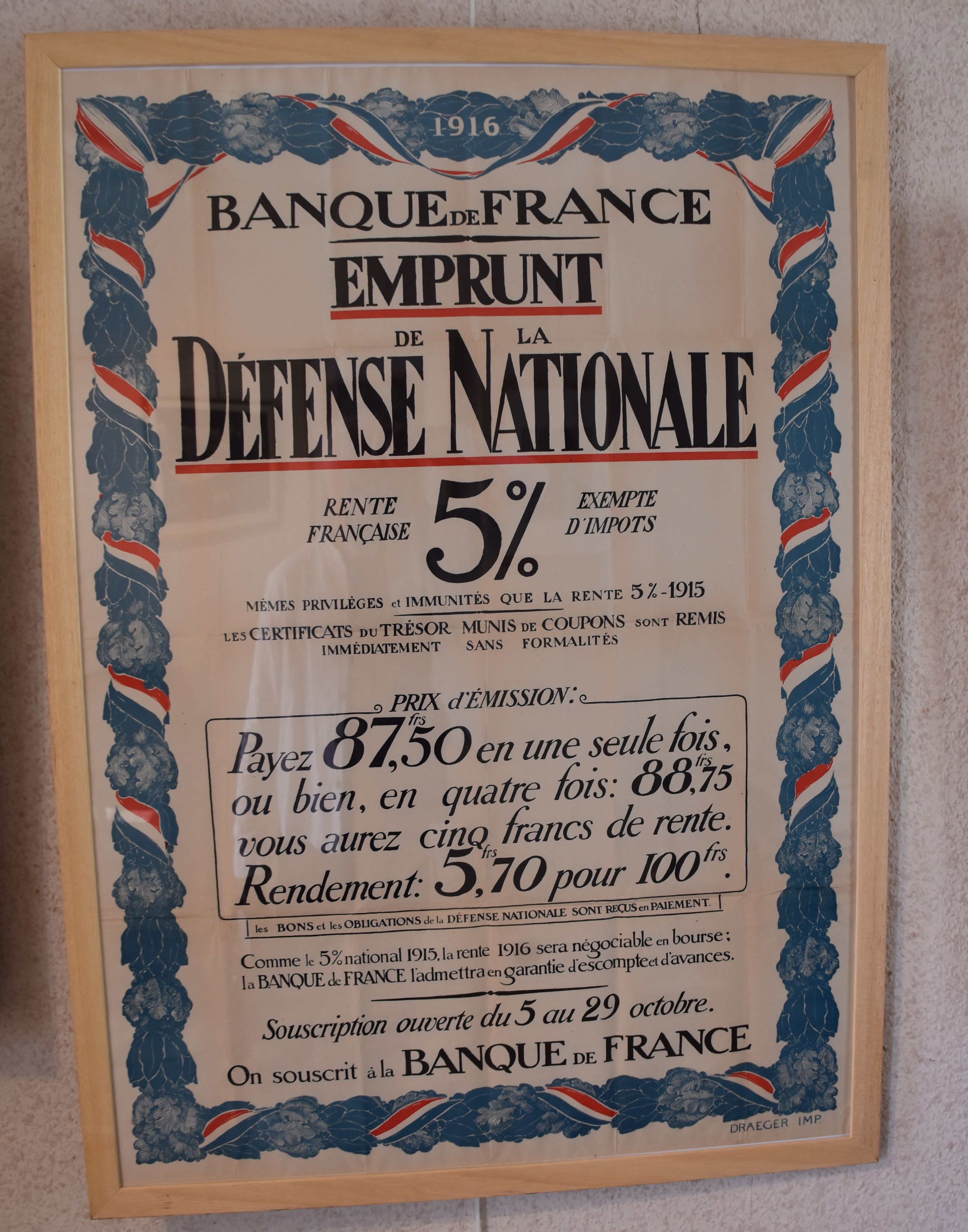
Emprunt national d'octobre 1915.
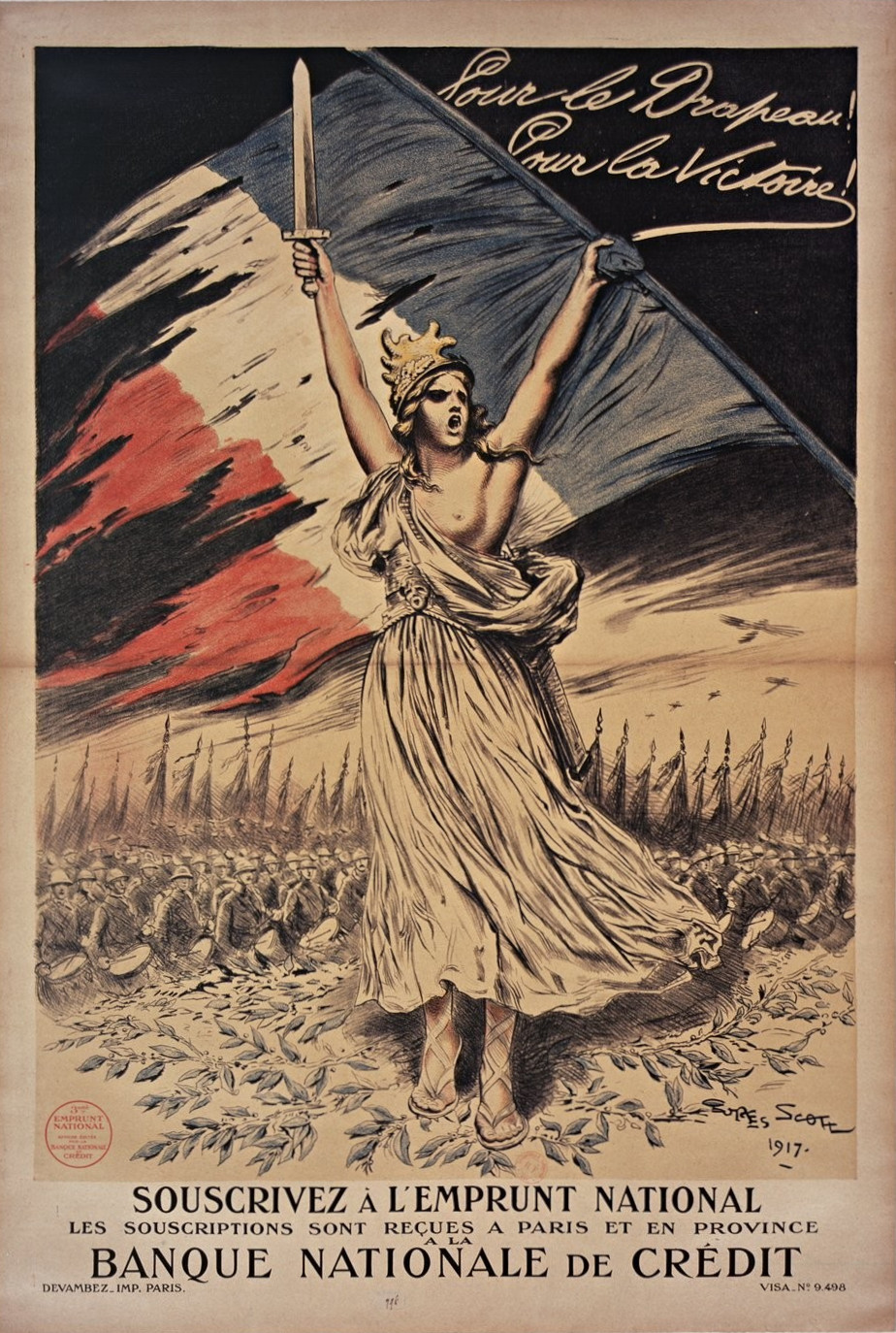
Affiche de Georges Scott (1917) - 3e emprunt national.
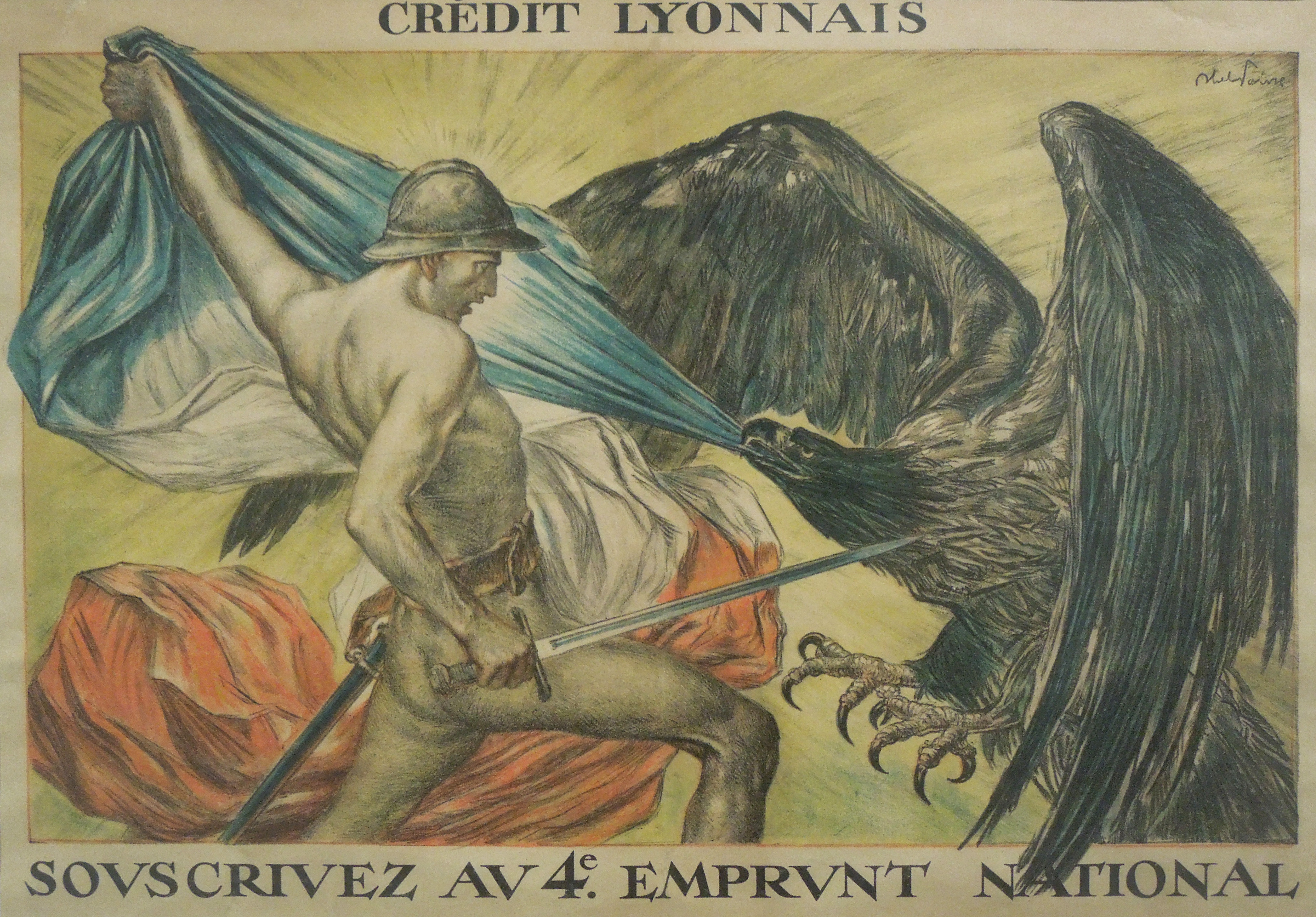
Affiche d'Abel Faivre (1918), 4e emprunt national.
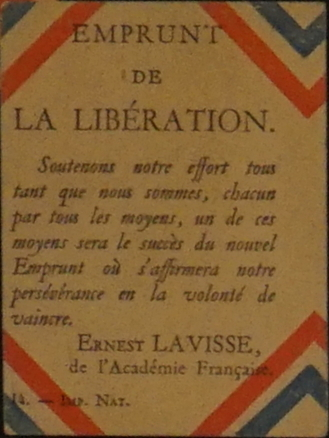
Citation d'Ernest Lavisse pour l'emprunt de 1918.
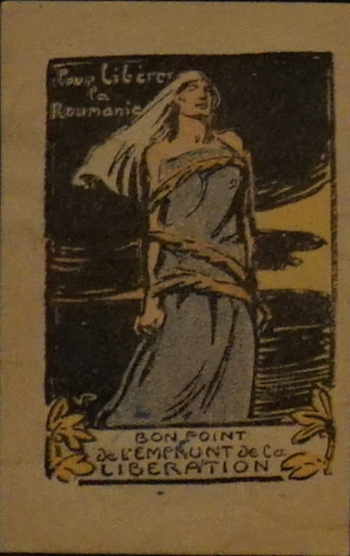
Bon point (emprunt de 1918).
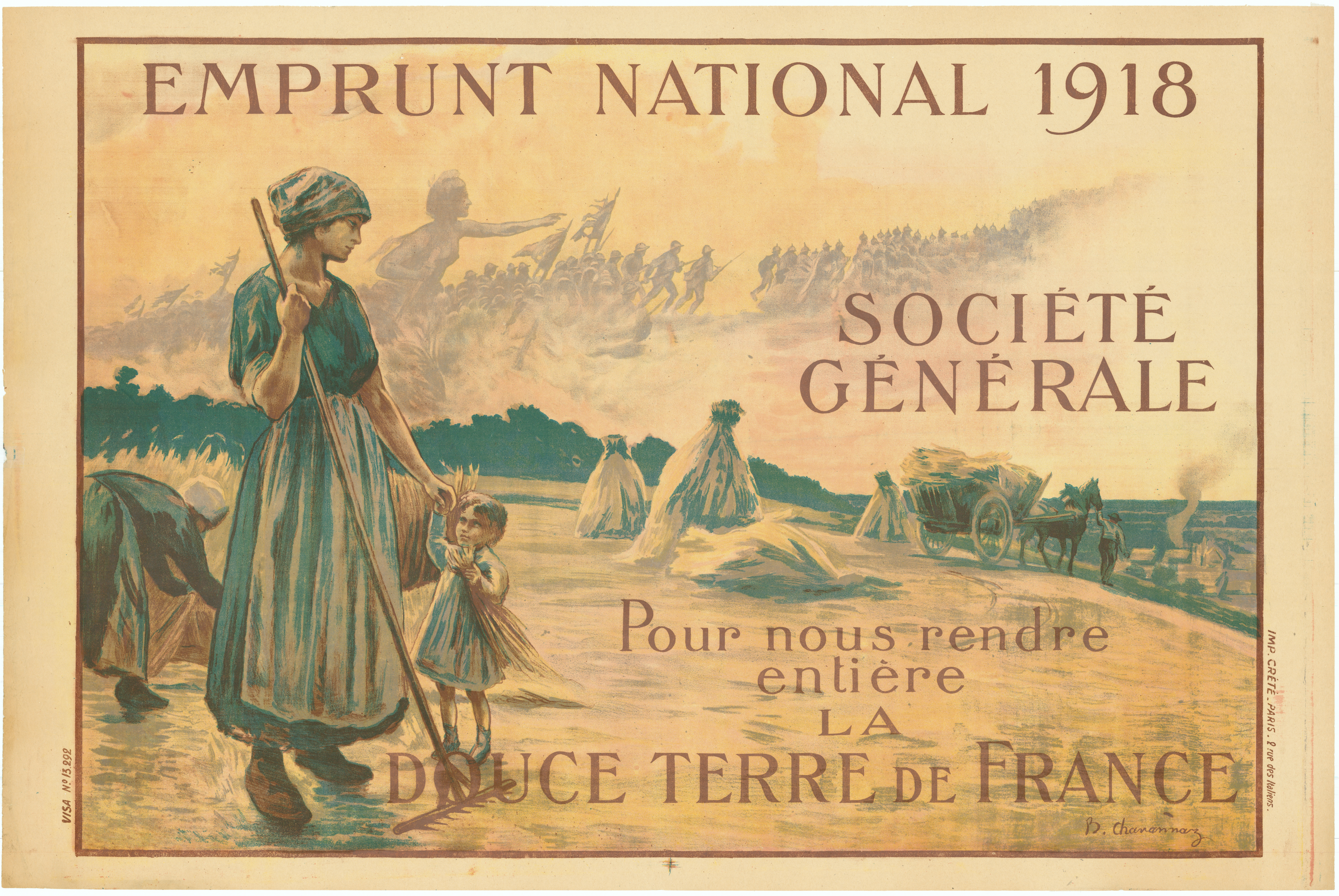
Emprunt national de 1918, affiche de B. Chavannaz.
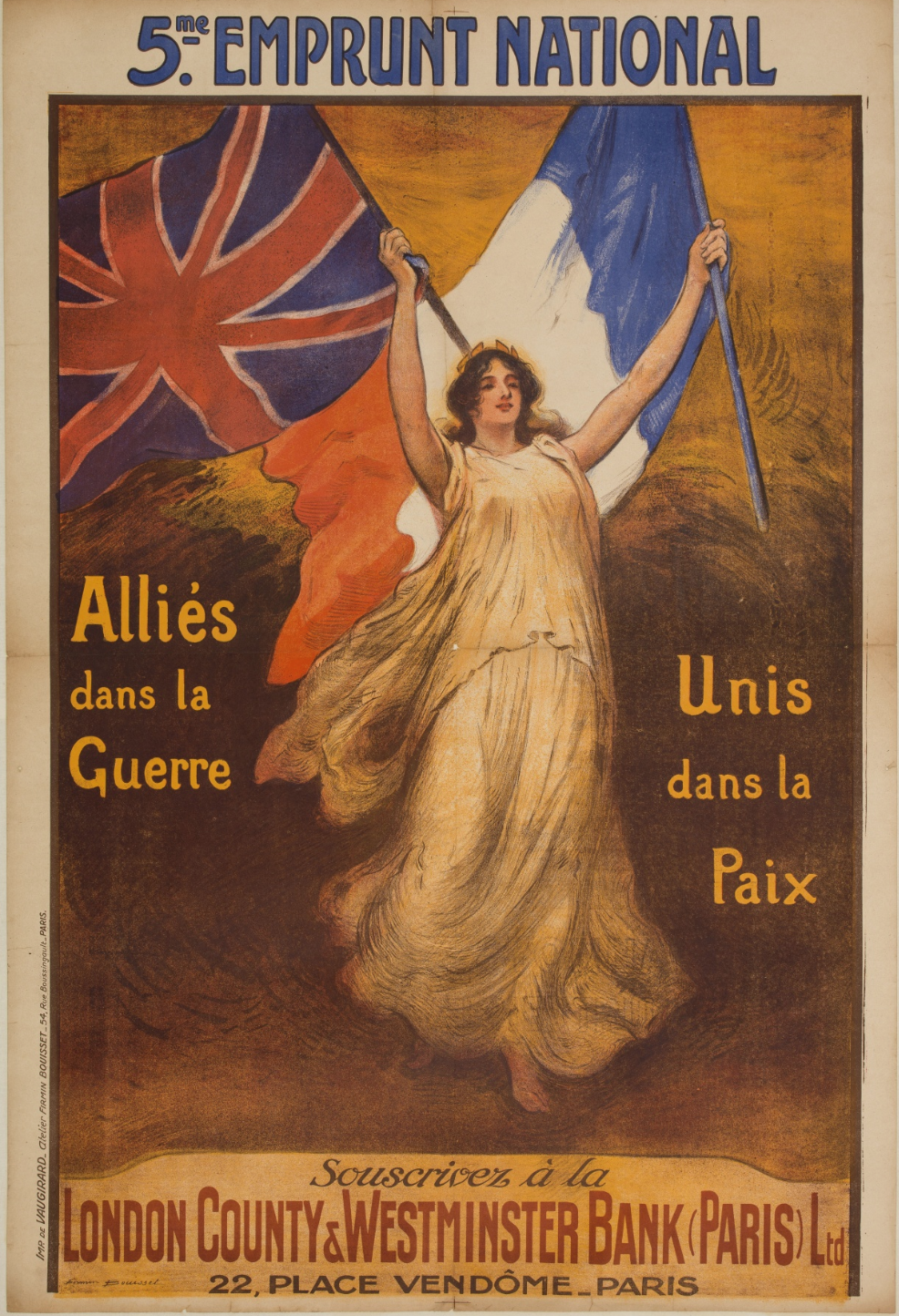
Affiche de Firmin Bouisset (1919) - 5e emprunt national.
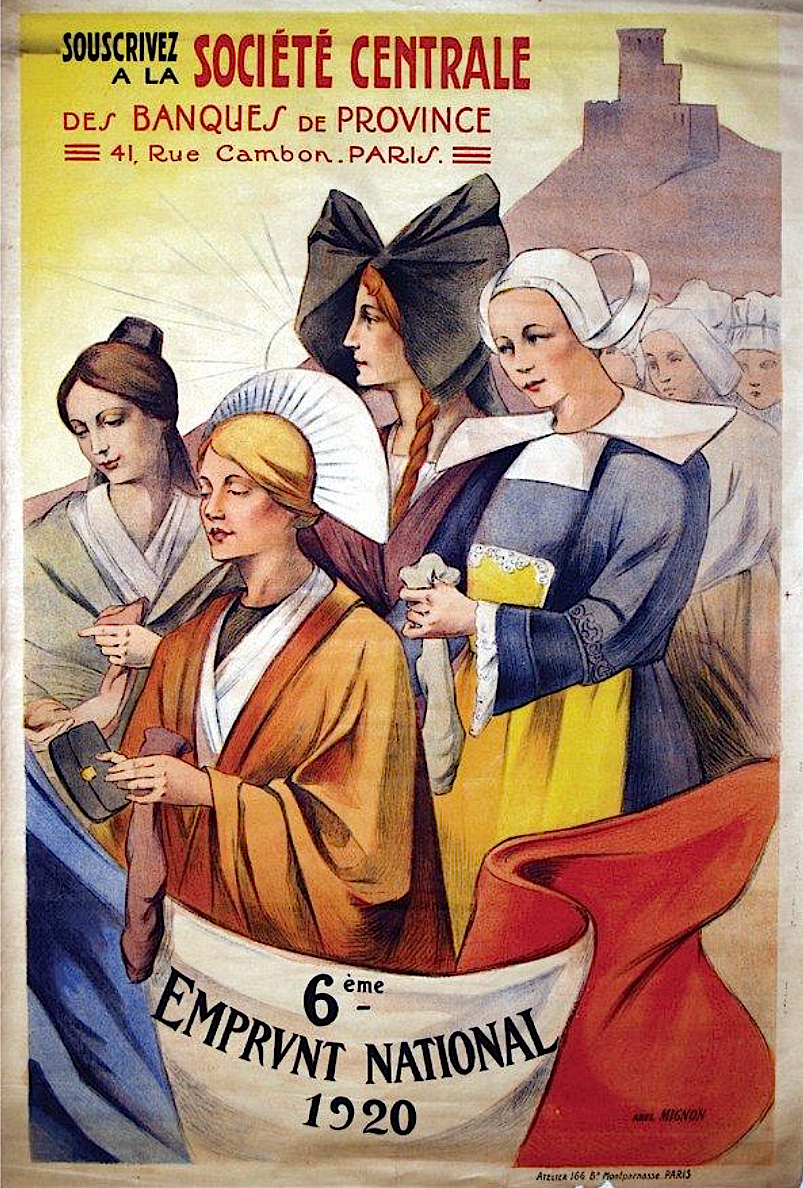
Affiche d'Abel Mignon (1920) - 6e emprunt national.

### Emprunt de la Libération
Émis en novembre 1944 par Aimé Lepercq au nom du Gouvernement provisoire de la République française et repris par René Pleven à la suite du décès de Lepercq, cet emprunt lève 164,4 milliards de francs. Il vise à résoudre les gros problèmes économiques que connaît le pays dirigé par un gouvernement provisoire, alors que la Seconde Guerre mondiale n'est pas terminée.

### Emprunt «CNE 3%»
L'emprunt de la Caisse nationale d'équipement de l'électricité et du gaz, devenue la « Caisse nationale de l'Énergie » (1948), est émis par la loi du 8 avril 1946 pour indemniser les actionnaires des entreprises de gaz et d'électricité à la suite de la création de EDF-GDF.

### Emprunt Pinay
Émis en 1952 par le président du Conseil Antoine Pinay, il est indexé sur l'or et son taux d'intérêt est de 3,5 %, contre traditionnellement 7 à 8 % à l'époque. Les intérêts sont cependant exonérés d'impôts et de diverses taxes comme sur les droits de succession,. Cet emprunt qui est clos en juillet est souscrit à hauteur de 428 milliards et rapporte 195 milliards en « argent frais ».

### Emprunt Giscard
Émis en 1973, il est indexé sur le cours de l'or, ce qui s'avérera une erreur très coûteuse.

### Emprunt Barre
Émis en 1977 par Raymond Barre, à 8,8 %, d'un montant de 8 milliards de francs sur quinze ans, bénéficiant d'un abattement fiscal de 1 000 francs par an sur les intérêts, il n'aura que très peu profité de sa garantie fondée sur l'ECU.

### Emprunt Mauroy
Émis en 1983 par Pierre Mauroy, à 10 %, et qui récolta 14 milliards de francs. Créé pour marquer le tournant de la rigueur, alors que l’inflation était de 9,6 %, ce fut un « emprunt forcé » auprès des contribuables payant plus de 5 000 francs d'impôts. Ceux-ci durent verser 10 % du montant de leur impôt. Il fut intégralement remboursé en deux ans, en 1985.

### Emprunt Balladur
C'est un emprunt national de 40 milliards de francs lancé le 25 mai 1993 par Édouard Balladur, qui venait d'être nommé Premier ministre français deux mois plus tôt.
Il avait pour objectif selon la formule de L'Express de « mobiliser l'épargne des Français les plus aisés pour financer l'accès au travail des jeunes et la relance des travaux publics et du bâtiment ».